# Dimitris Konstantinidis
Dimitris Konstantinidis, född 2 juni 1993 i Thessaloniki, är en grekisk fotbollsspelare (högerback).

## Karriär
Konstantinidis började sin karriär som ungdomsspelare i PAOK.
I februari 2020 värvades Konstantinidis av slovakiska Zemplín Michalovce, där han skrev på ett ettårskontrakt. I september 2020 värvades Konstantinidis av ligakonkurrenten Spartak Trnava.
I januari 2021 skrev Konstantinidis på ett halvårskontrakt med cypriotiska Olympiakos Nicosia.